# ワンジナ

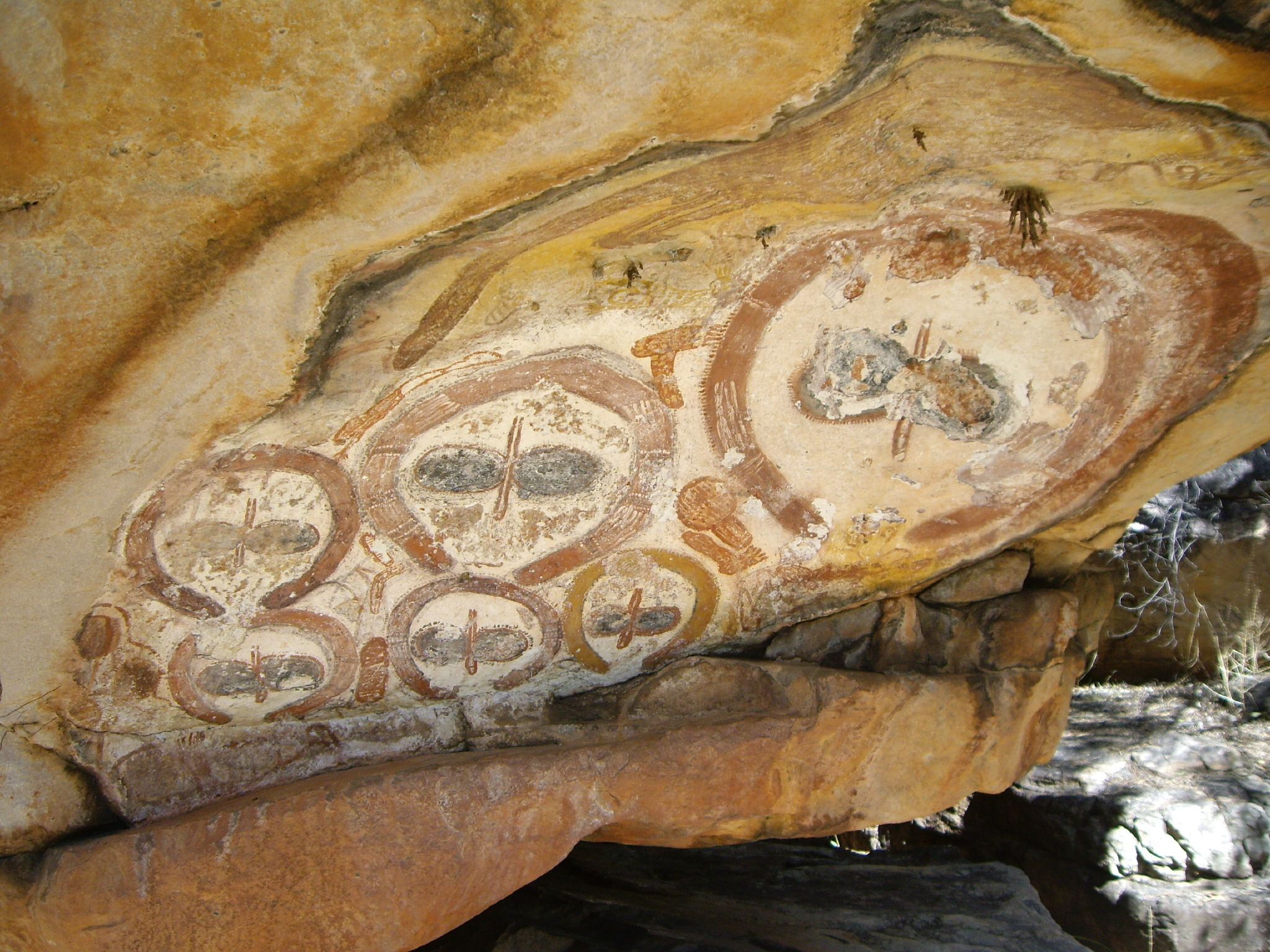
ワンジナの岩絵

ワンジナ（Wandjina; Wondjina, Wondjiina ウォンジーナ の表記もみられる）は、オーストラリア・アボリジニの神話に登場する存在。大陸北西部・キンバリー地域の伝承に登場し、神や精霊とされる。岩絵が有名である。
ワンジナと呼ばれる存在は複数存在する。例えばワシタカのワラナ（Warana the Eaglehawk）という名のワンジナについて、以下のような伝承がある。ワラナはある時、2つの卵を巣に残してカンガルー狩りに出かけたところ、その卵をイワバトのウォドイ（Wodoi the Rock Pigeon）に盗まれてしまった。ワラナはウォドイを追いかけたが、ウォドイの友人であるフクロウのジュングン（the owl Djunggun）に投棒とブーメランで殺されてしまった。ワラナは岩絵に変じ、2つの卵は洞窟の外の2つの石に変じたという。
またワラガンダ（Walaganda; 「天空に属するもの」を意味する）という名のワンジナは、不定形の存在であったが、天空に昇り天の川に変じたという。
ほとんどすべてのワンジナは岩絵へと変じたが、その魂は近くの聖なる泉に降り、そこで人々は活力を得ることができるという。
ワラガンダについては、天の川より来たりて大地と全ての人々を創造した、とする伝承もある。
ヌニンドゥアンゴ (Nunind'ango) という名のワンジナもいる。
ワンジナは降雨の神とされる。岩絵では通常口が描かれないが、もしワンジナに口があれば雨が降り続けるであろう、という伝承がある。
ワンジナの岩絵は、乾季になると降雨を祈念して描き直された。ワンジナの岩絵のデザインはほぼ共通である。また虹蛇の岩絵の近くに描かれることも多い。
ワンジナの岩絵をヨーロッパ人として初めて記録したのは、軍人・探検家でもあったジョージ・グレイである。彼は1838年に岩絵を発見した。

## ギャラリー
- ワンジナの岩絵
- ワンジナの岩絵
- ワンジナの岩絵
- ワンジナの岩絵
- ワンジナの岩絵